# مصانع السكر التركية

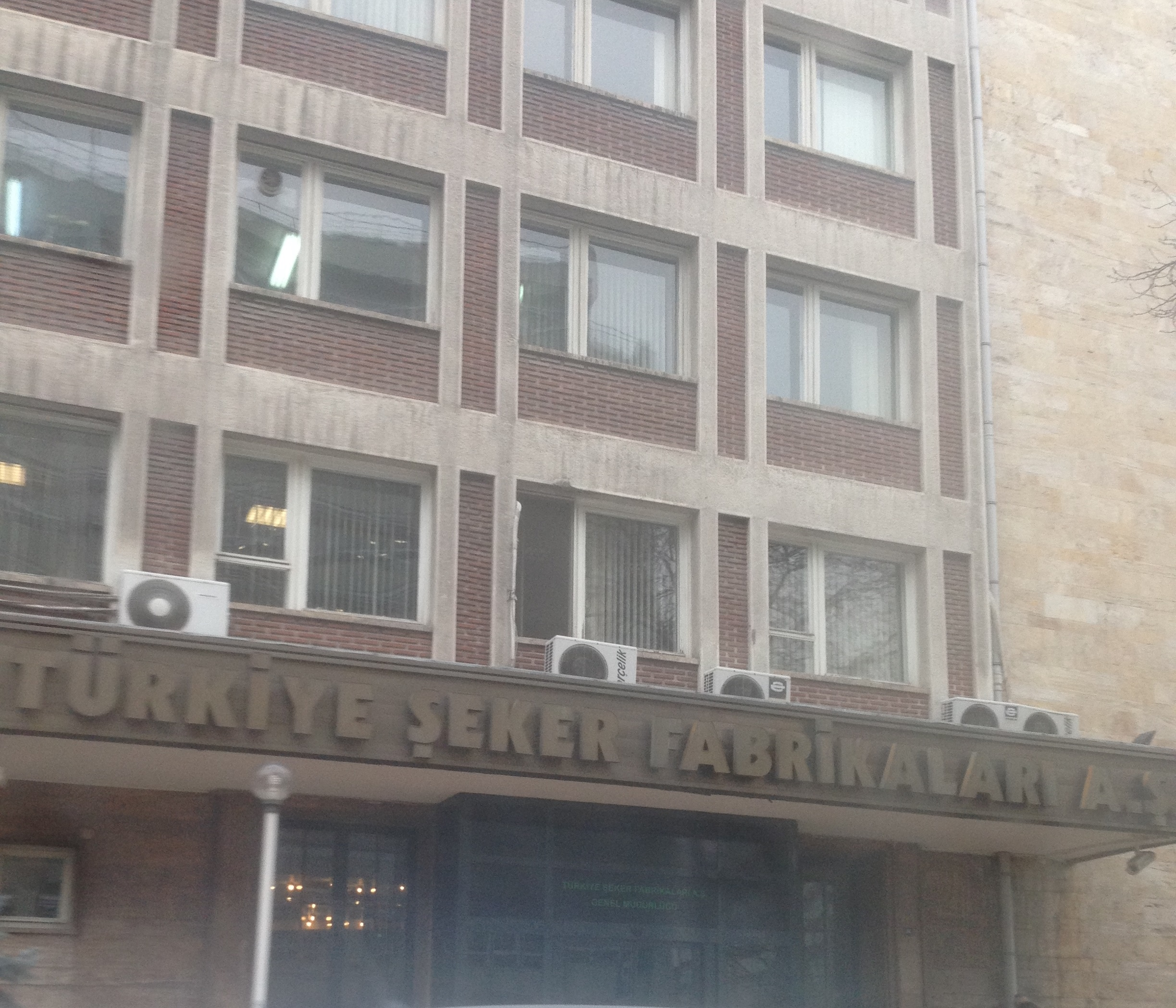
مقر مصانع السكر التركية

مصانع السكر التركية (باختصار: Türkşeker  ) هي شركة مملوكة للدولة في تركيا . كبيرة الحجم والنشاط في مجال نشاطها الرئيسي و هو إنتاج السكر البلوري والذي يتضمن 15 مصنعًا للسكر ومصنعين للآلات ومصنعين كحول ومصنع معالجة البذور واحد إيماف ومعهد أبحاث واحد. مصانع السكر التركية ، التي تسيطر على 65٪ من سوق السكر في الشرق الأوسط ، تحصل على السكر من بنجر السكر . يشجع تفل المنتج الثانوي على تنمية الثروة الحيوانية. يعتبر دبس السكر المنتج الثانوي هو المادة الخام الأساسية لصناعة الخميرة والأعلاف والكحول.